# Ambassade de France au Portugal

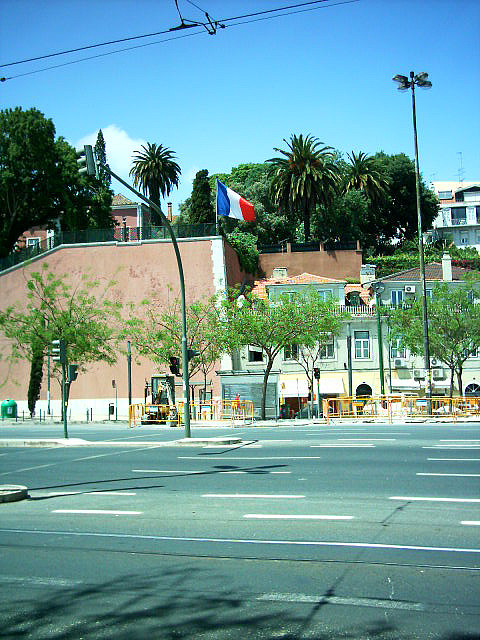
L'ambassade de France à Lisbonne en 2005.

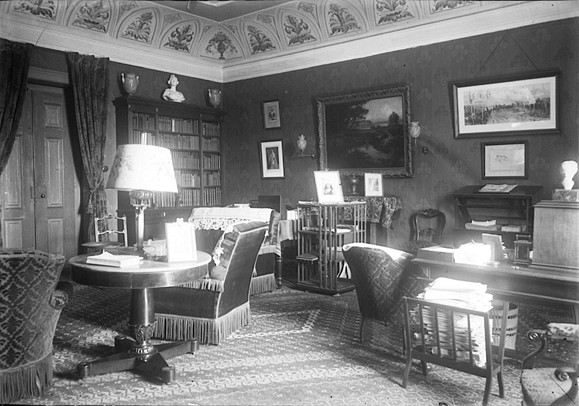
Intérieur, au début du XXe siècle.

L'ambassade de France au Portugal est la représentation diplomatique de la République française auprès de la République portugaise. Elle est située à Lisbonne, la capitale du pays, et son ambassadrice est, depuis 2022, Hélène Farnaud-Defromont.

## Ambassade

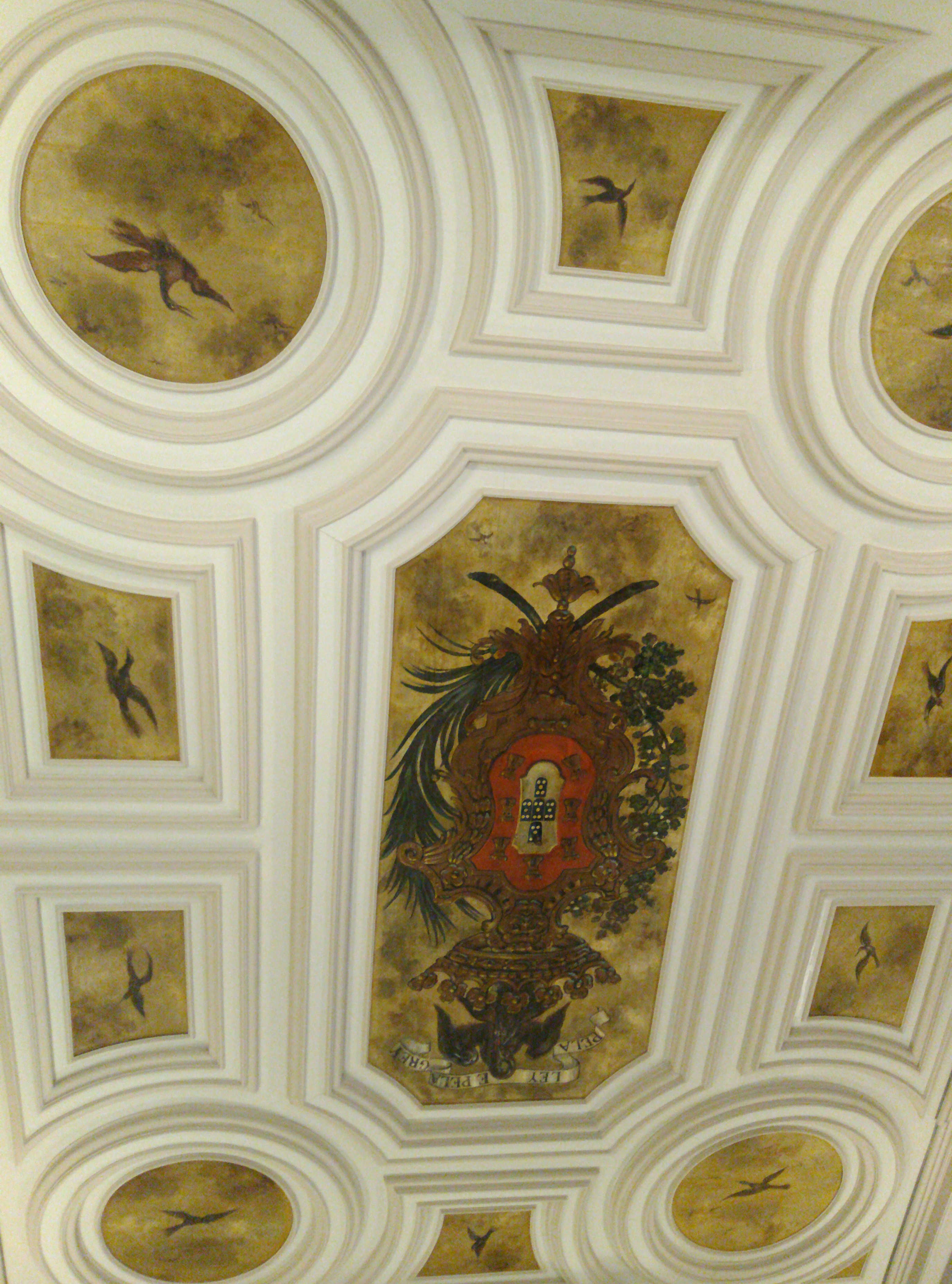
Plafond peint de l'Ambassade, montrant des oiseaux, le blason du Portugal et la devise de Jean II « Pour la loi et pour le peuple »

L'ambassade est située à Lisbonne dans le Palais de Santos. Elle accueille aussi une section consulaire.

## Histoire

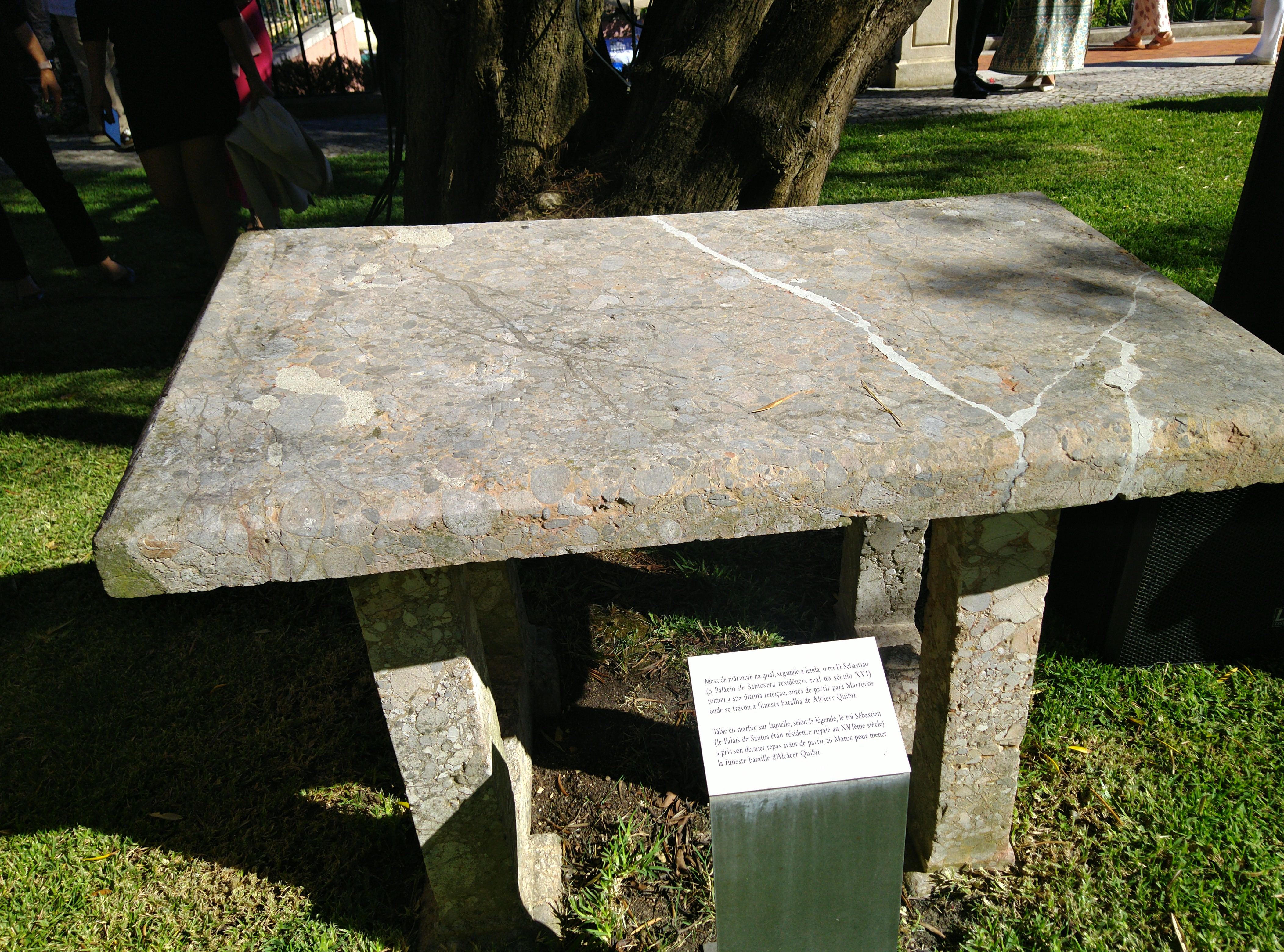
Table en marbre, visible dans les jardins de l'ambassade, où Sébastien Ier aurait pris son dernier repas avant son départ pour la bataille des Trois Rois.

Selon l'Ambassade, le nom de Santos réfère aux martyrs São Veríssimo, Santa Máxima et Santa Júlia, dont les corps avaient été trouvés sur le fleuve à peu de distance, et pour lesquels une chapelle avait été édifiée à cet endroit. Le bâtiment fut par la suite un couvent réservé aux filles des chevaliers de l'Ordre de Santiago. Au départ des religieuses et des reliques des trois saints vers le Couvent de Santos-o-Novo, le quartier fut renommé Santos-o-Velho, son nom actuel. Le bâtiment devient une demeure bourgeoise pour un riche banquier. Le roi Manuel Ier transforma en résidence royale. Il est plus tard occupé par Luís de Lancastre, fils de Georges de Lancastre, lui-même fils naturel du roi Jean II, débutant une longue relation entre ce bâtiment et la famille Lancastre. Le roi Sébastien Ier en fait sa résidence préférée. On dit qu'il prit sur la table en marbre des jardins du palais, son dernier repas avant la Bataille des Trois Rois au Maroc, où il disparait. Reprenant possession, les Lancastre agrandissent le palais et lui fournissent une riche collection de porcelaine de Chine. Le palais est épargné par le tremblement de terre de Lisbonne de 1755. En 1870, les Lancastre louent cette résidence au ministre plénipotentiaire Ernest Armand. Le palais est acheté par la France en 1909 et devient ambassade en 1948.

## Ambassadeurs de France au Portugal
Cette liste présente les ambassadeurs de France au Portugal. 
| De                 | À    | Ambassadeur                                                                                             |
| ------------------ | ---- | --- |
| 1641               |      | Pé (de), consul, chargé d'affaires.                                                                     |
| 1644               |      | Rouillac (Louis de Gothe, marquis de), ambassadeur.                                                     |
| 1655               |      | Jante (le chevalier de), ambassadeur.                                                                   |
| 1657               |      | Comminges (comte de), ambassadeur.                                                                      |
| 1659               |      | Jante (de), ambassadeur.                                                                                |
|                    |      | Nicolas Frémont d'Ablancourt, chargé d'une commission sans caractère public.                            |
| 1664               |      | Saint-Romain (Melchior de Héron, baron de), ambassadeur.                                                |
| 1671               |      | Daubeville, envoyé extraordinaire.                                                                      |
| 1675               |      | Guénégaud (de).                                                                                         |
| 1677               |      | Foucher.                                                                                                |
| 1681               |      | Oppéde (Forbin d').                                                                                     |
| 1683               |      | Saint-Romain (de), ambassadeur.                                                                         |
| 1685               |      | Amelot, marquis de Gournay, ambassadeur.                                                                |
| 1686               |      | Colbert (Jean-Baptiste), marquis de Torcy, envoyé extraordinaire.                                       |
| 1688               |      | Esneval (le vidame d'), ambassadeur.                                                                    |
| 1692               |      | Estrées (l'abbé d'), ambassadeur.                                                                       |
| 1697               |      | Rouillé (le président), ambassadeur.                                                                    |
| 1703               |      | Chateauneuf (de), ambassadeur.                                                                          |
| 1705               |      | Viganego, chargé d'affaires.                                                                            |
| 1715               |      | Mornay (l'abbé de), ambassadeur.                                                                        |
| 1721               |      | Montagnac (de), consul, chargé d'affaires.                                                              |
| 17..               |      | Mornay (l'abbé de), ambassadeur.                                                                        |
| 1720               |      | Livry (l'abbé Sauguin de), ambassadeur.                                                                 |
| 1736               |      | Duvernay, chargé d'affaires.                                                                            |
| 1738               |      | Argenson (René-Louis de Voyer de Paulmy, marquis d'), ambassadeur.                                      |
| 1740 (2 avril)     |      | Chavigny (de), ambassadeur.                                                                             |
| 1743 (1er août)    |      | Beauchamp, chargé d'affaires.                                                                           |
| 1746 (25 octobre)  |      | Chavigny (de), ambassadeur.                                                                             |
| 1749 (25 janvier)  |      | Duvernay, charge d'affaires.                                                                            |
| 1753 (22 janvier)  |      | Baschi (le comte de), ambassadeur.                                                                      |
| 1756 (20 août)     |      | Saint-Julien (de), chargé d'affaires.                                                                   |
| 1759 (11 mai)      |      | Merle (le comte de), ambassadeur.                                                                       |
| 1760 (16 août)     |      | Saint-Julien (de), chargé d'affaires.                                                                   |
| 1763 (22 novembre) |      | François-Emmanuel Guignard comte de Saint-Priest, ambassadeur.                                          |
| 1767 (23 décembre) |      | Semonin, consul, chargé d'affaires.                                                                     |
| 1769 (15 mars)     |      | Clermont d'Amboise (le chevalier de), ambassadeur.                                                      |
| 1771 (2 juillet)   |      | Colins De Montigny, chargé d'affaires.                                                                  |
| 1773 (3 août)      |      | Étienne, chancelier, sans caractère politique.                                                          |
| 1773 (15 août)     |      | Clermont d'Amboise (le marquis de), ambassadeur.                                                        |
| 1774 (4 octobre)   |      | Hinnisdal (le comte d'), conseiller d'ambassade, chargé d'affaires.                                     |
| 1775 (7 novembre)  |      | Blosset (le marquis de), ambassadeur.                                                                   |
| 1778 (13 avril)    |      | Daugnac (l'abbé), chargé d'affaires.                                                                    |
| 1780               |      | O'Dunne (le comte), ambassadeur.                                                                        |
| 1790               |      | Chalons (comte de), ambassadeur                                                                         |
| 1797               |      | Lacroix, plénipotentitaire du directoire                                                                |
| 1801               |      | Bonaparte (Lucien), plénipotentiaire des consuls                                                        |
| 1802               | 1803 | Lannes (Jean), ambassadeur extraordinaire.                                                              |
| 1822               | 1822 | Henri-Jean-Victor de Rouvroy, marquis de Saint-Simon                                                    |
| 1823               | 1825 | Henri-Louis de Chastellux duc de Rauzan-Duras, ministre plénipotentiaire.                               |
| 1825               | 1827 | Clément-Édouard marquis de Moustier, ministre plénipotentiaire.                                         |
| 1827               | 1828 | Jean-Guillaume Hyde de Neuville, ambassadeur extraordinaire.                                            |
| 1828               | 1832 | vacance ?                                                                                               |
| 1832               | 1833 | Hector comte Mortier, envoyé extraordinaire.                                                            |
| 1833               | 1835 | Alexandre comte de Lurde, envoyé extraordinaire.                                                        |
| 1835               | 1836 | Alexis Guignard comte de Saint-Priest, envoyé extraordinaire et ministre plénipotentiaire.              |
| 1836               | 1839 | Edmond Martin baron de Bois-le-Comte, envoyé extraordinaire et ministre plénipotentiaire.               |
| 1839               | 1847 | Édouard Burignot de Varenne, envoyé extraordinaire.                                                     |
| 1847               | 1848 | Decazes (Louis, marquis), envoyé extraordinaire, ministre plénipotentiaire.                             |
| 1851               | 1852 | Sophie Élie Alexandre baron de Forth-Rouen, envoyé extraordinaire et ministre plénipotentiaire.         |
| 1852               | 1852 | Comte de Marescalchi, envoyé extraordinaire et ministre plénipotentiaire.                               |
| 1852               | 1860 | Lisle de Siry (Joseph Charles Edouard, marquis de), ministre plénipotentiaire et envoyé extraordinaire. |
| 1860               | 1864 | Comte de Comminges-Guitaut, envoyé extraordinaire et ministre plénipotentiaire.                         |
| 1864               | 1866 | Nicolas Prosper Bourée, envoyé extraordinaire et ministre plénipotentiaire.                             |
| 1866               | 1870 | Montholon (Charles François Frédéric, marquis de) (1814-1886)                                           |
| 1870               | 1878 | Ernest Armand (homme politique), envoyé extraordinaire et ministre plénipotentiaire.                    |
| Après 1878         |      | Vincent Sibille, ambassadeur de France                                                                  |
| à compléter        |      | |
| 1944               | 1951 | Jean du Sault                                                                                           |
| 1951               | 1953 | Jacques Chilhaud-Dumaine                                                                                |
| 1953               | 1955 | Gilbert Arvengas                                                                                        |
| 1955               | 1956 | Jean de Hauteclocque                                                                                    |
| 1956               | 1957 | Jean Rivière                                                                                            |
| 1957               | 1962 | Bernard de Menthon                                                                                      |
| 1962               | 1964 | Edmond Petit de Beauverger                                                                              |
| 1964               | 1969 | François de Rose                                                                                        |
| 1969               | 1973 | Jacques Tiné                                                                                            |
| 1973               | 1976 | Bernard Durand                                                                                          |
| 1976               | 1981 | Jean-Paul Anglès                                                                                        |
| 1981               | 1986 | Jacques Chazelle                                                                                        |
| 1986               | 1987 | Georges Égal                                                                                            |
| 1987               | 1989 | Charles Malo                                                                                            |
| 1989               | 1990 | Pierre Hunt                                                                                             |
| 1990               | 1992 | Jean-Marie Le Breton                                                                                    |
| 1992               | 1996 | Alain Grenier                                                                                           |
| 1996               | 1998 | René Ala                                                                                                |
| 1998               | 2002 | Pierre Brochand                                                                                         |
| 2002               | 2004 | Daniel Lequertier                                                                                       |
| 2004               | 2008 | Patrick Gautrat                                                                                         |
| 2008               | 2010 | Denis Delbourg                                                                                          |
| 2010               | 2013 | Pascal Teixeira Da Silva                                                                                |
| 2013               | 2016 | Jean-François Blarel                                                                                    |
| 2016               | 2019 | Jean-Michel Casa                                                                                        |
| 2019               | 2022 | Florence Mangin                                                                                         |
| 2022               | auj. | Hélène Farnaud-Defromont                                                                                |

## Relations diplomatiques
https://www.diplomatie.gouv.fr/fr/dossiers-pays/portugal/relations-bilaterales/

## Consulats
Outre la section consulaire de l'ambassade à Lisbonne, les services consulaires français au Portugal sont constitués d'agences consulaires à Porto, Coimbra, Faro, Leiria, Funchal (Madère), Ponta Delgada et Horta (Açores). Le consulat général de Porto a fermé en 2015.

### Communauté française
Le nombre de Français établis au Portugal est estimé à environ 30 000, dont une forte proportion de binationaux. Au 31 décembre 2016, 16 488 Français sont inscrits sur les registres consulaires. Au 31 décembre 2014, les 15 181 inscrits étaient ainsi répartis entre les 2 circonscriptions : Lisbonne (9 829) et Porto (5 352). En 2011, 1,9 million de Français sont venus visiter le pays, faisant de ce dernier leur 5e destination touristique.
| 2001  | 2002   | 2003   | 2004   |
| ----- | ------ | ------ | ------ |
| 9 287 | 10 455 | 11 789 | 11 998 |

| 2005   | 2006   | 2007   | 2008   |
| ------ | ------ | ------ | ------ |
| 11 956 | 12 633 | 12 135 | 13 864 |

| 2009   | 2010   | 2011   | 2012   |
| ------ | ------ | ------ | ------ |
| 14 320 | 15 049 | 15 572 | 15 707 |

| 2013   | 2014   | 2015   | 2016   |
| ------ | ------ | ------ | ------ |
| 15 472 | 15 181 | 15 284 | 16 488 |

| 2017   | 2018   | 2019   | 2020   |
| ------ | ------ | ------ | ------ |
| 17 432 | 16 611 | 17 245 | 16 785 |

| 2021   | 2022   | - | - |
| ------ | ------ | - | - |
| 16 206 | 17 600 | - | - |

### Circonscriptions électorales
Depuis la loi du 22 juillet 2013 réformant la représentation des Français établis hors de France avec la mise en place de conseils consulaires au sein des missions diplomatiques, les ressortissants français du Portugal élisent pour six ans quatre conseillers consulaires. Ces derniers ont trois rôles :
1. ils sont des élus de proximité pour les Français de l'étranger ;
2. ils appartiennent à l'une des quinze circonscriptions qui élisent en leur sein les membres de l'Assemblée des Français de l'étranger ;
3. ils intègrent le collège électoral qui élit les sénateurs représentant les Français établis hors de France.

Pour l'élection à l'Assemblée des Français de l'étranger, le Portugal représentait jusqu'en 2014 une circonscription électorale ayant pour chef-lieu Lisbonne. Elle attribuait un siège à cette assemblée. Le Portugal appartient désormais à la circonscription électorale « Péninsule ibérique » dont le chef-lieu est Madrid et qui désigne six de ses 20 conseillers consulaires pour siéger parmi les 90 membres de l'Assemblée des Français de l'étranger.
Pour l'élection des députés des Français de l’étranger, le Portugal dépend de la 5e circonscription.